# Liste der Baudenkmäler in Eußenheim
Auf dieser Seite sind die Baudenkmäler in der unterfränkischen Gemeinde Eußenheim zusammengestellt. Diese Tabelle ist eine Teilliste der Liste der Baudenkmäler in Bayern. Grundlage ist die Bayerische Denkmalliste, die auf Basis des Bayerischen Denkmalschutzgesetzes vom 1. Oktober 1973 erstmals erstellt wurde und seither durch das Bayerische Landesamt für Denkmalpflege geführt wird. Die folgenden Angaben ersetzen nicht die rechtsverbindliche Auskunft der Denkmalschutzbehörde.

## Baudenkmäler nach Gemeindeteilen

### Eußenheim
| Lage                                | Objekt                                             | Beschreibung | Akten-Nr.               | Bild                              |
| ----------------------------------- | -------------------------------------------------- | --- | ----------------------- | --------------------------------- |
| Am Kirchberg (Standort)             | Prozessionsaltar                                   | Schmaler Stipes und reicher breiter Etagenaufbau über Voluten mit zentraler Nische und Figuren ‚Madonna‘/ ‚Evangelisten‘/ ‚Putten‘, Sandstein, Spätrenaissance, frühes 17. Jahrhundert | D-6-77-127-3 Wikidata   | weitere Bilder                    |
| Am Kirchberg 10 (Standort)          | Katholische Pfarrkirche St. Petrus und Marcellinus | Saalkirche mit Satteldach und eingezogenem Dreiseitchor sowie quadratischem Chorflankenturm mit Spitzhelm und seitlichem rundem Treppenturm mit Haubendach, Turmunterbau 13. Jh., nachgotische Turmobergeschosse und Langhaus 1617–1620; mit Ausstattung                                                                       | D-6-77-127-1 Wikidata   | weitere Bilder                    |
| Am Kirchberg 10 (Standort)          | Kirchhofmauer                                      | Bruchsteinmauer mit profilierter Rundbogeneinfahrt und Schießscharten sowie Pfeilerportal mit vorliegender Freitreppe, bez. 1587, Pfeilerportal mit Treppe, Sandstein, bez. 1805; Grabkreuz, Inschriftkreuz mit Kleeblattendungen, Sandstein, bez. 1722                                                                        | D-6-77-127-1 Wikidata   | weitere Bilder                    |
| Am Kirchberg 10 (Standort)          | Grabkreuz                                          | Inschriftkreuz mit Kleeblattendungen, Sandstein, bez. 1722 | D-6-77-127-1 Wikidata   | Grabkreuz                         |
| Am Kirchberg 24 (Standort)          | Pfarrhof, Pfarrhaus                                | Zweigeschossiger Walmdachbau über hohem Kellergeschoss, im Kern 17. Jh. Sandstein, bez. 1649 | D-6-77-127-2 Wikidata   | weitere Bilder                    |
| Am Kirchberg 24 (Standort)          | Pfarrhof, Nebengebäude                             | Eingeschossiger Halbwalmdachbau, 18. /19. Jh., im Inneren umgebaut | D-6-77-127-2 Wikidata   | BW                                |
| Am Kirchberg 24 (Standort)          | Pfarrhof, Hofmauer                                 | Mit rundbogiger profilierter Pfortenrahmung | D-6-77-127-2 Wikidata   | Pfarrhof, Hofmauer                |
| Am Stockbrunnen 1 (Standort)        | Brunnen, sogenannter Stockbrunnen                  | Treppenanlage mit unter Straßenniveau gelegener runder Quellfassung, Sandstein, um 1600 | D-6-77-127-27 Wikidata  | Brunnen, sogenannter Stockbrunnen |
| Appental (Standort)                 | Prozessionsaltar                                   | Gemauerter Stipes mit kreuzbekröntem Tonnendachaufsatz über zwei Pfeilern und Reliefretabel ‚Kreuzigungsgruppe mit Stifterfiguren‘, Sandstein, bez. 1629, teilweise erneuert | D-6-77-127-35 Wikidata  | Prozessionsaltar                  |
| Nähe Hauptstraße (Standort)         | St. Nepomuk-Statue                                 | Inschriftsockel mit Figur des hl. Johann Nepomuk, Sandstein, barock, bez. 1726 | D-6-77-127-29 Wikidata  | weitere Bilder                    |
| Hauptstraße 2 (Standort)            | Gasthaus zur Goldenen Krone                        | Gasthaus, zweigeschossiger Halbwalmdachbau mit zweigeschossigem Satteldachanbau in Ecklage, Erdgeschoss mit geohrten Sandsteinrahmungen, 18. Jh., Anbau 19. Jh. | D-6-77-127-5 Wikidata   | weitere Bilder                    |
| Hauptstraße 7 (Standort)            | Relief                                             | Wohl vermauerter Bildstockaufsatz mit ‚Kreuzigungsgruppe‘, Sandstein, um 1600 | D-6-77-127-7 Wikidata   | weitere Bilder                    |
| Hauptstraße 7, 9 (Standort)         | Hoftor                                             | Rundbogige Toreinfahrt mit profilierter Rahmung und Radabweisern, Sandstein, 17. Jh. | D-6-77-127-9 Wikidata   | weitere Bilder                    |
| Hauptstraße 7, 9 (Standort)         | Kreuzschlepper                                     | Breiter Inschriftsockel mit Relief der Schmerzensmutter und Figur des kreuztragenden Christus in Mauernische, Sandstein, Barock, bez. 1721 | D-6-77-127-9 Wikidata   | weitere Bilder                    |
| Hauptstraße 11, 11 a, 13 (Standort) | Amtskellerei                                       | Zweiflügeliger zweigeschossiger Satteldachbau mit Treppengiebeln über hohem Kellergeschoss mit Freitreppe, Renaissance, bez. 1599, ursprl. zugehöriges Eckgebäude im 19. Jh. verändert | D-6-77-127-10 Wikidata  | weitere Bilder                    |
| Hauptstraße 11, 11 a, 13 (Standort) | Amtskellerei, Nebengebäude                         | | D-6-77-127-10 Wikidata  | weitere Bilder                    |
| Hauptstraße 11, 11 a, 13 (Standort) | Amtskellerei, Hoftore und Pforte                   | Zwei rundbogige Hoftore, das nördliche mit Pforte und abgebautem Rundbogen, um 1600 | D-6-77-127-10 Wikidata  | weitere Bilder                    |
| Hauptstraße 15 (Standort)           | Wohnhaus                                           | Zweigeschossiger Mansard-Halbwalmdachbau mit Fachwerkobergeschoss und geohrten Sandsteinrahmungen im Erdgeschoss, in Ecklage, bez. 1827, im Kern älter (moderne Fassadenverkleidung) | D-6-77-127-11 Wikidata  | weitere Bilder                    |
| Hauptstraße 15 (Standort)           | Pforte                                             | Mit profilierter und geohrter Sandsteinrahmung, bez. 1842 | D-6-77-127-11 Wikidata  | weitere Bilder                    |
| Hofleite (Standort)                 | Scheune                                            | Freistehender Bruchsteinbau mit Satteldach und Treppengiebeln 17. Jh. | D-6-77-127-12 Wikidata  | weitere Bilder                    |
| Hönig (Standort)                    | Bildstock                                          | Pfeiler mit abgefasten Kanten und Julius-Echter-Wappen sowie Satteldachaufsatz mit flachen Reliefnischen ‚Kreuzigungsgruppe‘/ ‚Hl. Petrus‘, monolithischer Sandstein, 2. H. 16. Jh. | D-6-77-127-111 Wikidata | BW                                |
| Karlstadter Straße 1 (Standort)     | Katholische Kapelle St. Veit                       | Einschiffiger Satteldachbau mit eingezogenem Dreiseitchor sowie Giebelreiter mit Haubendach, Putzmauerwerk mit Sandsteingliederungen, barock, bezeichnet „1732“ | D-6-77-127-13 Wikidata  | weitere Bilder                    |
| Kellereigasse 2 (Standort)          | Wohnhaus                                           | Zweigeschossiges verputztes Fachwerkhaus mit vorkragendem Obergeschoss und Satteldach über hohem Kellergeschoss und Durchfahrt, 17./18. Jh. | D-6-77-127-14 Wikidata  | weitere Bilder                    |
| Kellereigasse 17 (Standort)         | Kellerei, Wohnhaus                                 | Zweigeschossiger Satteldachbau mit Treppengiebel und einseitigem Walm sowie rückwärtigem Anbau mit Halbwalmdach, bezeichnet „1638“ | D-6-77-127-15 Wikidata  | weitere Bilder                    |
| Kellereigasse 17 (Standort)         | Alte Kellerei, Nebengebäude                        | Bruchsteinbauten mit Treppengiebeln und Muschelbekrönungen, um 1600 | D-6-77-127-15 Wikidata  | BW                                |
| Kellereigasse 17 (Standort)         | Kellerei, Hofmauer                                 | Bruchsteinmauer teilweise mit Sandsteinabdeckungen und vermauerten ehemaligen Öffnungen sowie rundbogigem Hoftor mit rundbogiger Pforte, 17./18. Jh. | D-6-77-127-15 Wikidata  | weitere Bilder                    |
| Köpflein (Standort)                 | Bildstock                                          | Reliefiertes Postament ‚Arma Christi‘ mit Säule sowie kreuzbekröntem vierseitigem Tonnendachaufsatz mit Reliefs ‚Kreuzigungsgruppe‘/ ‚Mondsichelmadonna‘, seitlich ‚Hl. Kilian mit Gefährten Kolonat und Totnan‘/ ‚Hl. Paulus und hl. Bonifatius‘, Sandstein, Spätrenaissance, bezeichnet „1628“                               | D-6-77-127-28 Wikidata  | BW                                |
| Langgasse 1 (Standort)              | Hoftor                                             | Hofmauer und Hoftor mit profiliertem Rundbogen über Pilastern sowie einfacher seitlicher Pforte mit Blockrahmung, Sandstein, 18./19. Jh. | D-6-77-127-17 Wikidata  | weitere Bilder                    |
| Langgasse 2 (Standort)              | Wohnhaus                                           | Zweigeschossiger Satteldachbau mit einseitigem Halbwalm und teilweise verputztem Zierfachwerkobergeschoss in Ecklage, bezeichnet „1628“ | D-6-77-127-18 Wikidata  | Wohnhaus                          |
| Langgasse 3 (Standort)              | Relief                                             | Vermauerter ehemaliger Scheitelstein mit Engelskopf, Sandstein, bezeichnet „1741“ | D-6-77-127-20 Wikidata  | Relief                            |
| Langgasse 4 (Standort)              | Prozessionsaltar                                   | Altaraufsatz mit kreuzbekröntem Pyramidendach über zwei Pfeilern und Reliefretabel ‚Kreuzigungsgruppe‘, Sandstein, bezeichnet „1707“, Stipes modern | D-6-77-127-19 Wikidata  | weitere Bilder                    |
| Langgasse 9 (Standort)              | Bauernhof, Wohnhaus                                | Zweigeschossiger giebelständiger Halbwalmdachbau mit verputztem Fachwerkobergeschoss, 1789 | D-6-77-127-21 Wikidata  | weitere Bilder                    |
| Langgasse 9 (Standort)              | Bauernhof, Hoftor                                  | Barocke Rundbogeneinfahrt mit rustizierten Pilastern und Maskenschlussstein bezeichnet „1719“ sowie nachgotische Pforte mit profiliertem Spitzbogen bezeichnet „1608“ | D-6-77-127-21 Wikidata  | weitere Bilder                    |
| Langgasse 9 (Standort)              | Bauernhof, Nebengebäude                            | 18./19. Jh. | D-6-77-127-21 Wikidata  | Bauernhof, Nebengebäude           |
| Langgasse 12 (Standort)             | Hoftor                                             | Einfahrt mit Rundbogen über rustizierten Pilastern, Sandstein, 18./19. Jh., erneuert. | D-6-77-127-22 Wikidata  | BW                                |
| Langgasse 14 (Standort)             | Relief                                             | Vermauerter ehemaliger Schlussstein mit Relief ‚Hl. Georg‘, Sandstein, bezeichnet „1732“ | D-6-77-127-23 Wikidata  | weitere Bilder                    |
| Langgasse 15 (Standort)             | Hoftor                                             | Toreinfahrt mit rustiziertem Rundbogen über Pilastern sowie seitliche Pforte mit geohrter profilierter Rahmung, Sandstein, 18. Jh. | D-6-77-127-24 Wikidata  | weitere Bilder                    |
| Langgasse 17 (Standort)             | Pforte                                             | Bezeichnet „1686“ | D-6-77-127-25 Wikidata  | Pforte                            |
| Langgasse (Standort)                | Prozessionsaltar                                   | Kreuzbekrönter Kreuztonnendach-Aufsatz über zwei Pfeilern und Reliefretabel ‚Hl. Johannes der Täufer mit hl. Zacharias und hl. Elisabeth‘, Sandstein, bezeichnet „1690“, Stipes modern | D-6-77-127-26 Wikidata  | weitere Bilder                    |
| Redhard (Standort)                  | Bildstock                                          | Stufensockel mit Postament und Säule sowie Reliefaufsatz ‚Kreuzigungsgruppe‘ mit Akanthusrahmung, Sandstein, Barock, bezeichnet „1704“ | D-6-77-127-32 Wikidata  | BW                                |
| Ried (Standort)                     | Bildstock                                          | Stufensockel mit Postament und Säule sowie kreuzbekröntem Flachnischenaufsatz, Sandstein, bezeichnet „1645“ | D-6-77-127-33 Wikidata  | BW                                |
| Ried (Standort)                     | Wegkapelle                                         | Kleiner Putzbau mit Rundbogenöffnungen sowie Flachsatteldach mit Sandsteinplattendeckung, wohl Mitte 19. Jh., Giebelbekrönung durch ehem. Bildstock-Reliefaufsatz ‚Kreuzigungsgruppe‘, bez. 1645 und 1824, vermauertes Relief im Inneren ‚Mariae Himmelfahrt mit Dreifaltigkeit‘, 18./19. Jh., vermauerter Sandstein bez. 1861 | D-6-77-127-34 Wikidata  | BW                                |
| Steig (Standort)                    | Sühnekreuz                                         | Mit Flachnische, Stein, bezeichnet „1660“, Flachnische modern ausgefüllt | D-6-77-127-31 Wikidata  | BW                                |

### Aschfeld
| Lage                                                             | Objekt                                          | Beschreibung | Akten-Nr.                        | Bild                     |
| ---------------------------------------------------------------- | ----------------------------------------------- | --- | -------------------------------- | ------------------------ |
| Albachberg (Standort)                                            | Wegkreuz                                        | Inschriftsockel mit Kruzifix, Sandstein und Gussstein, neuromanisch, bezeichnet „1929“ (wohl Renovierung) | D-6-77-127-61 Wikidata           | BW                       |
| Albach (Standort)                                                | Bildstock                                       | Sockel mit rundbogigem Tabernakelaufsatz und Reliefretabel ‚Hl. Antonius von Padua‘, Sandstein, Barock, bezeichnet „1715“ | D-6-77-127-60 Wikidata           | BW                       |
| Arbig (Standort)                                                 | Bildstock                                       | Sockel mit Postament und konisch zulaufendem Pfeiler sowie kreuzbekröntem Reliefaufsatz ‚Kreuzigungsgruppe‘ / ‚Hl. Antonius von Padua‘ und seitlich ‚Kreuztragender Christus‘ / ‚Hl. Familie‘, Sandstein, Barock, bezeichnet „1737“ | D-6-77-127-64 Wikidata           | BW                       |
| Aschbach (Standort)                                              | Prozessionsaltar                                | Sockel mit vermauerter Inschrifttafel sowie kreuzbekröntem korbbogigem Aufsatz über zwei Pfeilern und Reliefretabel ‚Hl. Antonius von Padua‘, Sandstein, bezeichnet „1771“, teilweise erneuert                                      | D-6-77-127-62 Wikidata           | BW                       |
| Aschfelder Straße (Standort)                                     | Bildstock                                       | Sockel mit hoher Inschriftsäule und kreuzbekröntem tafelförmigem Reliefaufsatz ‚zweiseitig Kreuzigungsgruppe‘, Sandstein, nachgotisch, bezeichnet „1617“                                                                            | D-6-77-127-36 Wikidata           | weitere Bilder           |
| Aschfelder Straße 3 (Standort)                                   | Kapelle Maria Hilf                              | Seit 1931 Gefallenen-Gedächtniskapelle, kleiner Satteldachbau mit profilierter Rundbogenöffnung, bez. 1741, Umbau bez. 1931; mit Ausstattung                                                                                        | D-6-77-127-47 Wikidata           | Kapelle Maria Hilf       |
| Aschfelder Straße 32 (Standort)                                  | Bildstock                                       | Vermauerter Tabernakelaufsatz mit geschweiftem Tonnendach und Reliefretabel ‚Marienkrönung‘, Sandstein, spätbarock, bezeichnet „1791“.                                                                                              | D-6-77-127-37 Wikidata           | Bildstock                |
| Aschfelder Straße 33 (Standort)                                  | Gasthaus „Zum Engel“                            | Dreigeschossiger Mansardwalmdachbau mit Fachwerkobergeschoss und hoher Freitreppe in Ecklage, profilierte Rahmungen mit Ohrungen, bezeichnet „1794“ und „1795“                                                                      | D-6-77-127-38 Wikidata           | weitere Bilder           |
| Aschfelder Straße 33 (Standort)                                  | Gasthaus „Zum Engel“, schmiedeeiserner Ausleger | Bezeichnet „1796“ | D-6-77-127-38 zugehörig Wikidata | weitere Bilder           |
| Aschfelder Straße 33 (Standort)                                  | Gasthaus „Zum Engel“, Hoftor                    | Rustizierte Pilaster, Bogenmauerung nicht mehr erhalten, Sandstein, um 1800 | D-6-77-127-38 zugehörig Wikidata | BW                       |
| Aschfelder Straße 39 (Standort)                                  | Wohnhaus                                        | Zweigeschossiger Satteldachbau mit einseitigem Treppengiebel und vorkragendem Zierfachwerk im Obergeschoss, in Ecklage, 17. Jahrhundert                                                                                             | D-6-77-127-39 Wikidata           | Wohnhaus                 |
| Aschfelder Straße 40 (Standort)                                  | Bauernhof, Wohnhaus                             | Zweigeschossiger Halbwalmdachbau mit Fachwerkobergeschoss und eingeschossigem Satteldachanbau mit Fachwerkgiebel in Ecklage, 18. Jahrhundert Hoftorbogen bezeichnet „1732“                                                          | D-6-77-127-40 Wikidata           | Bauernhof, Wohnhaus      |
| Aschfelder Straße 40 (Standort)                                  | Bauernhof, Hoftor                               | Rundbogen mit Masken-Schlussstein, bezeichnet „1732“ | D-6-77-127-40 Wikidata           | BW                       |
| Aschfelder Straße 43 (Standort)                                  | Bauernhaus                                      | Zweigeschossiger giebelständiger Krüppelwalmdachbau mit verputztem vorkragendem Fachwerkobergeschoss, 18. Jahrhundert | D-6-77-127-41 Wikidata           | Bauernhaus               |
| Aschfelder Straße 52; Böckleinsgasse 1 (Standort)                | Wohnhaus                                        | zweigeschossiger traufständiger Satteldachbau, Fachwerk verputzt, Erdgeschoss versteinert, 1595 (dendro.dat), Umbau 1724 (dendro.dat.)                                                                                              | D-6-77-127-144                   | BW                       |
| Aschfelder Straße 53 (Standort)                                  | Ehemaliger Portalaufsatz                        | Gesprengter profilierter Segmentbogensturz mit geohrter Nischenrahmung, Sandstein, barock, 18. Jahrhundert, in Wand vermauert | D-6-77-127-42 Wikidata           | Ehemaliger Portalaufsatz |
| Aschfelder Straße 55 (Standort)                                  | Bildstock                                       | Aufsatz mit Relief ‚Pietà‘ in Draperie-Nische und Bekrönung mit geschweifter Relieftafel ‚Hl. Georg‘, Sandstein, Rokoko, 18. Jahrhundert, Sockel neu                                                                                | D-6-77-127-43 Wikidata           | weitere Bilder           |
| Aschfelder Straße 56 (Standort)                                  | Bauernhof, Wohnhaus                             | Zweigeschossiger giebelständiger Halbwalmdachbau mit verputztem Fachwerkobergeschoss, um 1800 | D-6-77-127-44 Wikidata           | Bauernhof, Wohnhaus      |
| Aschfelder Straße 56 (Standort)                                  | Bauernhof, Hoftor                               | Rundbogige Toreinfahrt mit Maskenschlussstein, 19. Jahrhundert | D-6-77-127-44 Wikidata           | Bauernhof, Hoftor        |
| Aschfelder Straße 58 (Standort)                                  | Bauernhof, Wohnhaus                             | Eingeschossiger verputzter Fachwerkbau mit giebelständigem Halbwalmdach über hohem Kellersockel, 18. Jahrhundert | D-6-77-127-45 Wikidata           | Bauernhof, Wohnhaus      |
| Aschfelder Straße 58 (Standort)                                  | Bauernhof, Hausmadonna                          | 19. Jahrhundert | D-6-77-127-45 Wikidata           | BW                       |
| Aschfelder Straße 58 (Standort)                                  | Bauernhof, Hoftor                               | Eundbogige Einfahrt mit Schlussstein und profilierten Kämpfern, Sandstein,bezeichnet „1818“ | D-6-77-127-45 Wikidata           | Bauernhof, Hoftor        |
| Aschfelder Straße 71 (Standort)                                  | Fußgängerpforte                                 | Bezeichnet „1699“; nicht nachqualifiziert, im Bayerischen Denkmal-Atlas nicht kartiert | D-6-77-127-46 Wikidata           | Fußgängerpforte          |
| Bannenberg; Arnsteiner Weg (Standort)                            | Fluraltar                                       | Sockel mit Stipes und Mensa sowie kreuzbekröntem Reliefaufsatz ‚Kreuzigungsgruppe‘, Sandstein, bezeichnet „1767“ | D-6-77-127-58 Wikidata           | BW                       |
| Ellern, Ölgrund (Standort)                                       | Sühnekreuz                                      | Sandstein, bezeichnet „1843“, aber wohl mittelalterlich | D-6-77-127-68 Wikidata           | BW                       |
| Eßbach (Standort)                                                | Fluraltar                                       | Inschriftsockel mit kreuzbekröntem Kreuztonnendach-Aufsatz über zwei Pfeilern und Reliefretabel ‚Blutwunder von Walldürn‘, Sandstein, 19./20. Jh.                                                                                   | D-6-77-127-81 Wikidata           | BW                       |
| Eßbach (Standort)                                                | Bildstock                                       | Stufensockel mit konischem Inschriftpfeiler und kreuzbekröntem rundbogigem Reliefaufsatz ‚Kreuzigungsgruppe‘, Kalkstein und Porzellan, bezeichnet „1921“                                                                            | D-6-77-127-59 Wikidata           | BW                       |
| Fuldaer Weg, Hochgrund (Standort)                                | Wegkreuz                                        | Holzkreuz mit bemaltem Korpus, Holz und Gusseisen, 1. H. 20. Jh., Holzkreuz erneuert | D-6-77-127-66 Wikidata           | BW                       |
| Hagstraße; Kerztal (Standort)                                    | Prozessionsaltar                                | Gemauerter Sockel mit kreuzbekröntem Tonnendachaufsatz über zwei Pfeilern und Reliefretabel ‚Pietà zwischen hl. Gertrudis und hl. Mechthild‘, Sandstein, 18. Jh., Sockel neu                                                        | D-6-77-127-51 Wikidata           | BW                       |
| Nähe Herrngasse, Herrngasse 3, Nähe Kirche (Standort)            | Katholische Pfarrkirche St. Bonifatius          | Saalkirche mit Satteldach und eingezogenem Dreiseitchor sowie Chorflankenturm mit Spitzhelm, barock, bezeichnet „1680“; mit Ausstattung                                                                                             | D-6-77-127-48 Wikidata           | weitere Bilder           |
| Nähe Herrngasse, Herrngasse 3, Nähe Kirche (Standort)            | Ehemalige Kirchhofbefestigung                   | Bruchsteinmauer und Torturm mit Satteldach, im Kern spätmittelalterlich | D-6-77-127-48 Wikidata           | weitere Bilder           |
| Nähe Herrngasse, Herrngasse 3, Nähe Kirche (Standort)            | Kirchgaden                                      | Kleine eingeschossige Satteldach- und Pultdachbauten mit Kellern, Bruchsteinmauerwerk teils mit Fachwerkgiebeln sowie rundbogigen Zugängen, bezeichnet „1556“, „1578“, „1598“, „1693“, „1718“ und „1776“                            | D-6-77-127-48 Wikidata           | weitere Bilder           |
| Herrngasse 1; vor dem Torturm der Kirchhofbefestigung (Standort) | Prozessionsaltar                                | Gemauerter Sockel mit kreuzbekröntem Kreuztonnendach-Aufsatz über zwei Pfeilern und Reliefretabel ‚Hl. Familie mit Gottvater und Hl. Geist‘, Sandstein und Schmiedeeisen, Barock, bezeichnet „1724“                                 | D-6-77-127-50 Wikidata           | weitere Bilder           |
| Nähe Kirche (Standort)                                           | Bildstock                                       | Postament und Säule mit kreuzbekröntem Reliefaufsatz ‚Kreuzigungsgruppe mit Schächerkreuzen‘, Sandstein, nachgotisch, bezeichnet „1619“                                                                                             | D-6-77-127-49 Wikidata           | weitere Bilder           |
| Herrngasse 3 (Standort)                                          | Pfarrhof, Pfarrhaus                             | Zweigeschossiger Walmdachbau über hohem Kellergeschoss, Putzmauerwerk mit geohrten Rahmungen, 17./18. Jh., Kellerbogen bezeichnet „1574“                                                                                            | D-6-77-127-52 Wikidata           | Pfarrhof, Pfarrhaus      |
| Herrngasse 3 (Standort)                                          | Pfarrhof, Pfarrscheune                          | Bruchsteinbau mit Halbwalmdach und Brunnennische, 1. H. 19. Jh. | D-6-77-127-52 Wikidata           | Pfarrhof, Pfarrscheune   |
| Herrngasse 3 (Standort)                                          | Pfarrhof, Nebengebäude                          | Eingeschossiger Bruchsteinbau mit Pultdach, 19./20. Jh. | D-6-77-127-52 Wikidata           | BW                       |
| Herrngasse 3 (Standort)                                          | Pfarrhof, Hof- und Gartenmauer                  | Bezeichnet „1832“ | D-6-77-127-52 Wikidata           | BW                       |
| Kirchtal (Standort)                                              | Prozessionsaltar                                | Inschriftsockel mit kreuzbekröntem Kreuztonnendach-Aufsatz über zwei Pfeilern und Reliefretabel ‚Anbetung der Hl. Drei Könige‘, Sandstein, Barock, bezeichnet „1731“                                                                | D-6-77-127-67 Wikidata           | BW                       |
| Kirchtalstraße (Standort)                                        | Bildstock                                       | Postament mit gefastem Inschriftpfeiler und tafelförmigem kreuzbekröntem Reliefaufsatz ‚Kreuzigungsgruppe‘, Sandstein, nachgotisch, bezeichnet „1617“, weitgehend erneuert                                                          | D-6-77-127-57 Wikidata           | weitere Bilder           |
| Kirchtalstraße 5 (Standort)                                      | Hofmauer                                        | Bruchsteinmauer mit rundbogiger profilierter Tor- und Pfortenrahmung, Sandstein, um 1600 | D-6-77-127-53 Wikidata           | BW                       |
| Kirchtalstraße 17 (Standort)                                     | Kellerbogen                                     | Bezeichnet „1537“ | D-6-77-127-54 Wikidata           | BW                       |
| Krautäcker (Standort)                                            | Heiligenfigur                                   | Gebauchter Inschriftsockel mit Figur ‚Christus an der Geißelsäule‘, Sandstein, Rokoko, bezeichnet „1750“ | D-6-77-127-63 Wikidata           | weitere Bilder           |
| Mühlgasse 1 (Standort)                                           | Bildstock                                       | Gemauerter Sockel mit rundbogigem Tabernakelaufsatz und Reliefretabel ‚Hl. Michael und hl. Adalbert von Prag (?)‘ Sandstein, bezeichnet „1741“, erneuert                                                                            | D-6-77-127-55 Wikidata           | Bildstock                |
| Tränkgasse 8 (Standort)                                          | Wohnhaus                                        | Zweigeschossiger Satteldachbau mit Treppengiebeln, Fassade mit profilierten Sandsteinrahmungen und Zierfachwerk im Obergeschoss, Renaissance, um 1600                                                                               | D-6-77-127-56 Wikidata           | Wohnhaus                 |
| Tränkgasse 8 (Standort)                                          | Nebengebäude                                    | Erdgeschossmauern mit Rundbogentor, 18./19. Jh. | D-6-77-127-56 Wikidata           | BW                       |
| Zwerchtal (Standort)                                             | Bildstock                                       | Kreuzbekrönter geschwungener Reliefaufsatz ‚Hl. Georg‘, Sandstein, spätbarock, Ende 18. Jh. | D-6-77-127-65 Wikidata           | BW                       |

### Bühler
| Lage                                        | Objekt                               | Beschreibung | Akten-Nr.              | Bild           |
| ------------------------------------------- | ------------------------------------ | --- | ---------------------- | -------------- |
| Am Baumgarten (Standort)                    | Bildstock                            | Postament mit Säule und kreuzbekröntem Reliefaufsatz ‚Kreuzfall‘, seitl. ‚Hl. Petrus und hl. Paulus‘, Sandstein, 17. Jh., renoviert 1959 | D-6-77-127-73 Wikidata | weitere Bilder |
| Bühler Straße 9 (Standort)                  | Prozessionsaltar                     | Vermauerter Aufsatz mit kreuzbekröntem Korbbogen über Pfeilern und Reliefretabel ‚Kreuzigungsgruppe‘, Sandstein, 18. Jh. | D-6-77-127-69 Wikidata | weitere Bilder |
| Bühler Straße 13 (Standort)                 | Keller                               | Bruchsteinmauerwerk mit Kellerbogen bez. 163(?) | D-6-77-127-70 Wikidata | weitere Bilder |
| Bühler Straße 32 (Standort)                 | Kellertor                            | Mit Darstellung ‚Schere‘, Sandstein, bezeichnet „1630“ | D-6-77-127-72 Wikidata | weitere Bilder |
| Bühler Straße 32 (Standort)                 | Fußgängerpforte                      | Bezeichnet „16.9“ | D-6-77-127-72 Wikidata | BW             |
| Bühler Straße 36 (Standort)                 | Bildstock                            | Vermauerter Aufsatz eines Bildhäuschens mit geschweiftem Rundbogen, Sandstein, 18./19. Jh. | D-6-77-127-74 Wikidata | BW             |
| Burgstraße (Standort)                       | Kreuzweg                             | Kreuzigungsgruppe, Kruzifix über Inschriftsockel mit Assistenzfiguren über eigenen Sockeln, Sandstein, neugotisch, bez. 1889 14 gleichartige Kreuzwegstationen, gestufte Inschriftsockel mit Nischenaufsätzen und eingestellten Reliefs, Sandstein, neugotisch, 1889 | D-6-77-127-80 Wikidata | BW             |
| Burgstraße (Standort)                       | Kapelle                              | Kleiner verputzter Satteldachbau mit Rundbogenöffnung, 19./20. Jh. | D-6-77-127-79 Wikidata | BW             |
| Kirchgasse (Standort)                       | Bildstock                            | Inschriftsockel mit Postament und Volutensäule sowie reichem kreuzbekröntem Reliefaufsatz ‚vielfigurige Kreuzigungsgruppe‘ und seitlich ‚Hl. Dorothea und hl. Christophorus‘, Sandstein, Spätbarock, bez. 1791                                                       | D-6-77-127-76 Wikidata | weitere Bilder |
| Kirchgasse 2 (Standort)                     | Pfarrhof, Pfarrhaus                  | Zweigeschossiger verputzter Fachwerkbau mit vorkragendem Obergeschoss und Satteldach über hohem Kellersockel, 17. Jh. | D-6-77-127-77 Wikidata | weitere Bilder |
| Bühler Straße 26 (Standort)                 | Pfarrhof, Pfarrscheune               | Fachwerk- und Bruchsteinbau mit Satteldach, 19. Jh. | D-6-77-127-77 Wikidata | weitere Bilder |
| Bühler Straße (Standort)                    | Pfarrhof, Pfarrgartenmauer           | Bruchstein, 18./19. Jh. | D-6-77-127-77 Wikidata | BW             |
| Bühler Straße (Standort)                    | Pfarrhof, Stallgebäude               | Zweigeschossiger Satteldachbau mit Fachwerkobergeschoss sowie Laubengang mit geschnitzten Säulen im Erdgeschoss, steinerne Tröge, 19. Jh. | D-6-77-127-77 Wikidata | weitere Bilder |
| Bühler Straße (Standort)                    | Pfarrhof, Hofmauer                   | Bruchstein, 19. Jh. | D-6-77-127-77 Wikidata | BW             |
| Kirchgasse 4 (Standort)                     | Katholische Pfarrkirche St. Nikolaus | Chorturmkirche mit Satteldach sowie quadratischem Turm mit hohem Spitzhelm, Putzfassade mit Maßwerkfenstern, gotischer Kern 15. Jh., nachgotischer Umbau bez. 1614, neugotische Sakristei 19. Jh.; mit Ausstattung                                                   | D-6-77-127-75 Wikidata | weitere Bilder |
| Kirchgasse 4, an der Pfarrkirche (Standort) | Baldachinaltar                       | 1706 | D-6-77-127-75 Wikidata | BW             |
| Kirchgasse 11 (Standort)                    | Wohnhaus                             | Eingeschossiges verputztes Fachwerkhaus mit Satteldach und hohem Kellergeschoss mit Freitreppe in Ecklage, bez. 1714 | D-6-77-127-78 Wikidata | weitere Bilder |

### Hundsbach
| Lage                                                     | Objekt                              | Beschreibung | Akten-Nr.              | Bild                     |
| -------------------------------------------------------- | ----------------------------------- | --- | ---------------------- | ------------------------ |
| Aschachweg (Standort)                                    | Bildstock                           | Pfeiler mit Julius-Echter-Wappen sowie kreuzbekröntem geschweiftem Kreuzdachaufsatz mit Reliefs ‚Kreuzigungsgruppe‘ / ‚Hl. Petrus‘ / ‚Hl. Paulus‘ (?) / ‚Hl. Andreas‘, Sandstein, nachgotisch, bez. 1607 | D-6-77-127-85 Wikidata | BW                       |
| Binsfelder Berg (Standort)                               | Bildstock                           | Sockel mit einfachem rundbogigem Nischenaufsatz, Sandstein, 19. Jh. | D-6-77-127-92 Wikidata | BW                       |
| Bonnlandstraße (Standort)                                | Kreuzschlepper                      | Inschriftsockel mit Postament und Säule sowie Kreuzschlepper über Inschriftkartusche, Sandstein, Rokoko, bez. 1765 | D-6-77-127-94 Wikidata | Kreuzschlepper           |
| Bonnlandstraße (Standort)                                | Bildstock                           | Inschriftsockel mit Pfeiler und kreuzbekröntem Reliefaufsatz ‚Pietá‘ / ‚Hl. Leonhard‘ und seitlich ‚Hl. Anna‘ / ‚Hl. Johannes der Täufer‘, Sandstein, Rokoko, bez. 1757 | D-6-77-127-93 Wikidata | Bildstock                |
| Dattensoller Straße 1 (Standort)                         | Prozessionsaltar                    | Inschrift-Stipes mit Rundbogenaufsatz über zwei Pfeilern und Reliefretabel ‚Kreuzigungsgruppe‘, Sandstein, bezeichnet „1748“ | D-6-77-127-90 Wikidata | Prozessionsaltar         |
| Dattensoller Straße 4 (Standort)                         | Bauernhof, Wohnhaus                 | Zweigeschossiger Halbwalmdachbau mit verputzten Fachwerkobergeschossen in Ecklage, 17./18. Jh. | D-6-77-127-82 Wikidata | Bauernhof, Wohnhaus      |
| Dattensoller Straße 4 (Standort)                         | Bauernhof, Pforte                   | Rundbogenpforte, Sandstein, 17. Jahrhundert | D-6-77-127-82 Wikidata | Bauernhof, Pforte        |
| Dattensoller Straße 4 (Standort)                         | Kleintierstall                      | 18. Jahrhundert | D-6-77-127-82 Wikidata | BW                       |
| Dattensoller Straße 4; vor dem Anwesen (Standort)        | Baldachinaltar                      | Inschriftsockel mit Tonnendach-Nischenaufsatz und bekrönendem Relief ‚Hl. Georg‘, Sandstein, Rokoko, bezeichnet „1765“ | D-6-77-127-82 Wikidata | Baldachinaltar           |
| Hundsbacher Straße 7/9 (Standort)                        | Wohnhaus                            | Doppelhaus, zweigeschossiges verputztes Fachwerkhaus mit Krüppelwalmdach, 1812 (dendro.dat.) | D-6-77-127-130         | BW                       |
| Hundsbacher Straße 18 (Standort)                         | Hoftor                              | Pforte mit Vasenaufsätzen und Medaillon sowie zugehöriger Torpfeiler mit Radabweiser, Sandstein, bezeichnet „1800“ | D-6-77-127-83 Wikidata | BW                       |
| Hundsbacher Straße 22, Hundsbacher Straße 22a (Standort) | Keller mit anschließendem Hoftor    | Haustein mit Sandsteingliederungen, rundbogiges Kellertor bezeichnet „1695“, segmentbogiges Hoftor mit Walmabdeckung bezeichnet „1847“ | D-6-77-127-84 Wikidata | BW                       |
| Hundsbacher Straße 31, Hundsbacher Straße 33 (Standort)  | Kunstmühle                          | Gebäudekomplex aus zweigeschossigem giebelständigem Krüppelwalmdachbau mit Zierfachwerkobergeschoss des 17. Jh., mittlerem zweieinhalbgeschossigem Massivbau mit Satteldach und Putzinschrift der 1, H. des 20. Jh., rückwärtigem zweigeschossigem Satteldachbau mit verputzter Fachwerkfassade des 18./19. Jh.                                                                                               | D-6-77-127-87 Wikidata | Kunstmühle               |
| Hundsbacher Straße 31, Hundsbacher Straße 33 (Standort)  | Kunstmühle, Nebengebäude            | | D-6-77-127-87 Wikidata | Kunstmühle, Nebengebäude |
| Hundsbacher Straße 31, Hundsbacher Straße 33 (Standort)  | Mühle, Mühlrad                      | | D-6-77-127-87 Wikidata | BW                       |
| Kirchweg 3 (Standort)                                    | Hoftor                              | Mauer mit Satteldachabdeckung sowie Toreinfahrt mit hölzerner Bogenkonstruktion über rustizierten Sandsteinpfeilern, seitliche Pfortenrahmung mit Ohrungen und darüber befindlicher Figurennische, 1834 | D-6-77-127-88 Wikidata | Hoftor                   |
| Kirchweg (Standort)                                      | Prozessionsaltar                    | Inschriftstipes mit seitlichen Voluten und reichem bühnenbildartigem Aufbau mit flankierenden Engeln und eingestelltem Relief ‚Apostelgemeinschaft‘ sowie Bekrönung durch Figur des himmelfahrenden Christus, Sandstein, Zopfstil, Ende 18. Jh. | D-6-77-127-89 Wikidata | Prozessionsaltar         |
| Kirchweg 8 (Standort)                                    | Katholische Pfarrkirche St. Andreas | Ehemals einschiffige Chorturmkirche mit hohem Spitzhelm über eingezogenem quadratischem Chor, durch Erweiterung und Umorientierung jetzt Saalkirche mit Walmdächern und Dachreiter über kreuzförmigem Grundriss mit neuem Chorraum im Westen, gotischer Turm im Kern 15. Jh., nachgotisches Langhaus bez. 1598, barocke Veränderung 18. Jh., Erweiterung in Anlehnung an den Heimatstil 1952; mit Ausstattung | D-6-77-127-91 Wikidata | weitere Bilder           |
| Kreuzäcker (Standort)                                    | Feldkreuz                           | Kreuz mit Inschrift am unteren Kreuzstamm, Sandstein, bez. 1713, oberer Teil jünger | D-6-77-127-96 Wikidata | BW                       |
| Kreuzäcker (Standort)                                    | Feldkreuz                           | Inschriftsockel mit Kruzifix zwischen zwei Birken, Sandstein, neugotisch, bez. 1881 | D-6-77-127-95 Wikidata | BW                       |

### Münster
| Lage                        | Objekt                                         | Beschreibung | Akten-Nr.               | Bild                                           |
| --------------------------- | ---------------------------------------------- | --- | ----------------------- | ---------------------------------------------- |
| An der Kirche (Standort)    | Prozessionsaltar                               | Aufsatz mit Rundbogen über Pfeilern und Reliefretabel ‚Kreuzigungsgruppe‘, Sandstein, barock, bez. 1735, gemauerter Sockel neu | D-6-77-127-101 Wikidata | Prozessionsaltar                               |
| An der Kirche 1 (Standort)  | Katholische Filialkirche St. Martin            | Saalkirche mit eingezogenem Dreiseitchor sowie Chorreiter mit Glockendach, Putzmauerwerk mit Sandsteingliederungen, barock, Christian Hermann und Joseph Greissing, 1706–1708; mit Ausstattung | D-6-77-127-97 Wikidata  | weitere Bilder                                 |
| An der Kirche 1 (Standort)  | Kirchhofmauer                                  | Mit Rundbogentor, bez. 1723 | D-6-77-127-97 Wikidata  | weitere Bilder                                 |
| An der Kirche (Standort)    | Bildstock                                      | Gestufter Pfeiler mit Julius-Echter-Wappen sowie geschweiftem Kreuzdachaufsatz mit Reliefnischen ‚Kreuzigungsgruppe‘ und seitlich ‚Hl. Petrus‘ und ‚auferstandener Christus‘, Sandstein, nachgotisch, bez. 1578 | D-6-77-127-102 Wikidata | Bildstock                                      |
| An der Kirche 3 (Standort)  | Katholische Kapelle Heilige Vierzehn-Nothelfer | Satteldachbau mit kreuzbekrönter Giebelfassade und eingezogener quadratischer Chor mit Treppengiebel, barocker Chor bez. 1682, neugotische Erweiterung und Umbau 1869; mit Ausstattung | D-6-77-127-98 Wikidata  | Katholische Kapelle Heilige Vierzehn-Nothelfer |
| An der Kirche 3 (Standort)  | Bildstock                                      | Mit Rundbogennische, 19. Jh., weitgehend erneuert | D-6-77-127-103 Wikidata | BW                                             |
| An der Kirche 13 (Standort) | Bildstock                                      | Reliefsockel mit kreuzbekröntem Rundbogenaufsatz und eingestelltem Relief ‚Kreuzigungsgruppe‘, Sandstein, 18./19. Jh. | D-6-77-127-99 Wikidata  | Bildstock                                      |
| Otterstal 2 (Standort)      | Ehemaliges Schulhaus                           | massiver zweigeschossiger Krüppelwalmdachbau mit Gesimsen und Fensterrahmen, im Erdgeschoss ehemaliger Schulsaal und tonnengewölbter Hochkeller, im Obergeschoss Wohnung, 1827, Umbauten 1886 und 1929; zugehöriges Ökonomiegebäude, zweigeschossiger massiver Satteldachbau, Obergeschoss zu Teil verputztes Fachwerk, 1827 | D-6-77-127-145          | BW                                             |

### Obersfeld
| Lage                                                              | Objekt                                         | Beschreibung | Akten-Nr.               | Bild                         |
| ----------------------------------------------------------------- | ---------------------------------------------- | --- | ----------------------- | ---------------------------- |
| Arnsteiner Weg, Obersfelder Straße 1, Am Blassenpfad 2 (Standort) | Kreuzweg                                       | Kreuzigungsgruppe, Inschriftsockel und Kruzifix mit Schmerzhafter Muttergottes, Sandstein, 1802, Ergänzung durch Figur der Muttergottes 1855 14 Kreuzwegstationen, Inschriftsockel mit Ädikulen und eingestellten Reliefs, Sandstein und Kalkstein, Bildhauer Nikolaus Höhl / Würzburg und Steinmetz Feeser / Arnstein, 1860 | D-6-77-127-114 Wikidata | BW                           |
| Brunngasse (Standort)                                             | Prozessionsaltar                               | Inschriftsockel mit Kreuztonnendachaufsatz über zwei Säulen und Reliefretabel ‚Kreuzigungsgruppe‘ sowie bekrönender Figur des Evangelisten Johannes, Sandstein, Barock, bezeichnet „1731“ | D-6-77-127-112 Wikidata | Prozessionsaltar             |
| Brunngasse (Standort)                                             | Prozessionsaltar                               | Prozessionsaltar, Inschriftstipes mit kreuzbekröntem Reliefaufsatz ‚Herz Jesu‘ und Draperierahmung, Sandstein, Rokoko, bez. 1752 | D-6-77-127-104 Wikidata | Prozessionsaltar             |
| Obersfelder Straße (Standort)                                     | Bildstock                                      | Wappengeschmückter Pfeiler und kreuzbekrönter Satteldachaufsatz mit Relief ‚Kreuzigungsgruppe‘, monolithischer Sandstein, bezeichnet „1574“ | D-6-77-127-105 Wikidata | Bildstock                    |
| Obersfelder Straße 9 (Standort)                                   | Kellerportal                                   | Profilierter Rundbogen, Sandstein, bezeichnet „1591“ | D-6-77-127-106 Wikidata | BW                           |
| Obersfelder Straße 14 (Standort)                                  | Katholische Filialkirche St. Petrus und Paulus | Saalkirche mit eingezogenem Dreiseitchor und quadratischem Chorseitenturm mit hohem Spitzhelm, nachgotisch, 1611–12, barocke Erweiterung 1759–62; mit Ausstattung; vermauerter Grabstein, reicher mehrzoniger Ädikulaaufbau mit Inschrift und Figurengruppen, Sandstein, Spätrenaissance, bez. 1607                          | D-6-77-127-107 Wikidata | weitere Bilder               |
| Obersfelder Straße 14 (Standort)                                  | Friedhofskreuz und Grabkreuz                   | Inschriftsockel mit Kruzifix, Sandstein, Zopfstil, 1. V. 19. Jh. | D-6-77-127-113 Wikidata | Friedhofskreuz und Grabkreuz |
| Obersfelder Straße 37 (Standort)                                  | Prozessionsaltar                               | Inschriftstipes und Reliefaufsatz ‚Hl. Vierzehn Nothelfer‘ in reicher Draperierahmung mit seitlichem hl. Antonius von Padua und hl. Franz von Assisi sowie bekrönender Figur des Evangelisten Matthäus, Sandstein, Rokoko, bez. 1767                                                                                         | D-6-77-127-109 Wikidata | Prozessionsaltar             |
| Pfützenäcker (Standort)                                           | Bildstock                                      | Pfeiler mit rundbogigem kreuzbekröntem Reliefaufsatz ‚Anbetungsszene‘, Sandstein und Gussstein, 18. Jh., Aufsatz erneuert. | D-6-77-127-115 Wikidata | BW                           |
| Wintertalstraße; Am Wintertal (Standort)                          | Bildstock                                      | Pfeiler und vierseitiger Reliefaufsatz ‚Kreuzigungsgruppe‘ sowie seitlich ‚Hl. Andreas‘ und ‚männlicher Ordensheiliger‘, Sandstein, nachgotisch, bez. 1617 | D-6-77-127-110 Wikidata | BW                           |

### Schönarts
| Lage                                        | Objekt                         | Beschreibung | Akten-Nr.               | Bild                           |
| ------------------------------------------- | ------------------------------ | --- | ----------------------- | ------------------------------ |
| Alte Burg (Standort)                        | Burgruine                      | Wenige Mauerreste, Bruchstein, mittelalterlich, Fundamente teilweise neu aufgemauert. | D-6-77-127-118 Wikidata | weitere Bilder                 |
| Alte Burg (Standort)                        | Bildstock                      | Tischsockel mit Postament und konischem Pfeiler sowie kreuzbekröntem Reliefaufsatz ‚Kreuzigungsgruppe‘/ ‚Anbetung der Könige‘, Sandstein, barock, bezeichnet „1714“ | D-6-77-127-119 Wikidata | BW                             |
| Herrmannsleite, Schönartser Berg (Standort) | Bildstock                      | Gemauerte Rundbogennische, wohl 19. Jh., stark erneuert | D-6-77-127-120 Wikidata | BW                             |
| In Schönarts (Standort)                     | St. Nepomuk-Statue             | Inschriftsockel mit geschweiftem Postament und Figur des hl. Johann Nepomuk, Sandstein, Rokoko, bezeichnet „1752“ | D-6-77-127-117 Wikidata | BW                             |
| In Schönarts (Standort)                     | Kath. Filialkirche St. Ottilie | Saalkirche mit Satteldach und Pyramidendach-Dachreiter sowie eingezogenem quadratischem Chor, im Kern romanisch, 12./13. Jh., nachgotischer Umbau um 1600; mit Ausstattung | D-6-77-127-116 Wikidata | Kath. Filialkirche St. Ottilie |
| In Schönarts (Standort)                     | Kirchhofmauer                  | Mit korbbogigem Tor, Bruchstein, wohl 18. Jh.; Grabkreuz, mit Kleeblatt-Endungen, Sandstein, bez. 1720 | D-6-77-127-116 Wikidata | Kirchhofmauer                  |
| In Schönarts (Standort)                     | Kapelle                        | Dreiseitig geöffneter laubenartiger Bau mit verschiefertem Krüppelwalmgiebel über zwei ornamentierten Sandsteinpfeilern, im Innern Christuskorpus, Barock, bez. 1623, Abbau und Umsetzung bez. 1921, erneute Umsetzung und Wiedererrichtung nahe dem ursprünglichen Standort 2008 | D-6-77-127-116 Wikidata | Kapelle                        |

## Ehemalige Baudenkmäler
In diesem Abschnitt sind Objekte aufgeführt, die früher einmal in der Denkmalliste eingetragen waren, jetzt aber nicht mehr. Objekte, die in anderem Zusammenhang also z. B. als Teil eines Baudenkmals weiter eingetragen sind, sollen hier nicht aufgeführt werden. Aktennummern in diesem Abschnitt sind ehemalige, jetzt nicht mehr gültige Aktennummern.

| Lage                                     | Objekt    | Beschreibung      | Akten-Nr.              | Bild |
| ---------------------------------------- | --------- | ----------------- | ---------------------- | ---- |
| Eußenheim An der Schafscheuer (Standort) | Bildstock | Bezeichnet „1645“ | D-6-77-127-30 Wikidata | BW   |